# Miltochrista minialis
Miltochrista minialis är en fjärilsart som beskrevs av Carl Peter Thunberg 1784. Miltochrista minialis ingår i släktet Miltochrista och familjen björnspinnare. Inga underarter finns listade i Catalogue of Life.